# Bietungsgarantie
Mit der Bietungsgarantie (oder Bietungsbürgschaft; englisch bid bond, tender bond, französisch garantie de soumission, Österreich: Vadium, Schweiz: Offertgarantie) übernimmt der ausstellende Garant oder Bürge die Haftung dafür, dass der Auftragnehmer (Bieter) bei einer Ausschreibung jederzeit die Ausschreibungsbedingungen erfüllen kann, insbesondere eine Vertrags- oder Konventionalstrafe zahlen kann, wenn er seine bei Angebotsabgabe übernommenen Verpflichtungen nicht erfüllt oder den Vertrag nach Zuschlagserteilung nicht unterzeichnet.

## Allgemeines
Bei allen Ausschreibungen mit höheren Auftragssummen ist der ausschreibende Auftraggeber dem Finanzrisiko ausgesetzt, dass der im Ausschreibungsverfahren obsiegende Auftragnehmer aus den verschiedensten Gründen nicht in der Lage oder willens ist, den Auftrag ausschreibungsgemäß auszuführen. Der Auftraggeber will sich vor dem Schaden schützen, dass durch den Zuschlag an den obsiegenden, aber bonitätsschwachen Auftragnehmer die übrigen Offerten nicht mehr verbindlich sind und damit die Ausschreibung fehlgeschlagen ist. Um diese Gefahr zu verringern, sehen die Ausschreibungsbedingungen häufig die Stellung von Bietungsgarantien vor. Sie sollen mögliche Schadenersatzansprüche des Auftraggebers sichern, falls der Bietende – trotz Zuschlags für die Ausschreibung – den Vertragsabschluss ablehnt oder trotz Vertragsabschlusses eine Vertragsverletzung verursacht. Gleichzeitige Erfüllungsgarantien sollen den Gläubiger gegen die Nichterfüllung eines Vertrages schützen. Bietungsgarantien belaufen sich meist zwischen 2 % und 10 % der Auftragssumme.
Im deutschen Zwangsvollstreckungsrecht ist die Höhe der Sicherheitsleistung mit 10 % des Verkehrswerts festgelegt (§ 68 Abs. 1 ZVG) und kann auch in Form einer unbefristeten, unbedingten und selbstschuldnerischen Bürgschaft eines Kreditinstituts beigebracht werden (§ 69 Abs. 3 ZVG). An öffentlichen Zwangsversteigerungen kann nur teilnehmen, wer die gesetzlich verlangte Sicherheitsleistung beibringt.

## Ausschreibungsbedingungen
Bieter müssen bei der Teilnahme an öffentlichen Ausschreibungen folgende Ausschreibungsbedingungen erfüllen:

Der Bieter muss
- über gesetzlich vorgeschriebene Zulassungen bzw. Erlaubnisse für die Ausübung der ausgeschriebenen Tätigkeit verfügen,
- erforderliches Wissen, Erfahrung und Expertise sowie personelle, maschinelle und organisatorische Kapazitäten und Know-how für die Auftragsausführung besitzen,
- seine wirtschaftliche und finanzielle Lage (Bonität) muss die Durchführung des Auftrags ermöglichen,
- unterliegt nicht dem Ausschluss vom Vergabeverfahren.

Die ausschreibende Stelle oder der Auktionator wollen hierdurch sicherstellen, dass ihnen einige im Zusammenhang mit dem Ausschreibungsverfahren stehende Risiken bereits im Vorfeld der Auftragsvergabe abgesichert werden. Dazu gehören insbesondere die Zahlung einer Vertrags- oder Konventionalstrafe für den Fall, dass der Auftragnehmer seine ausschreibungsbedingten Pflichten nicht erfüllen kann oder will, den Auftrag zurückzieht oder den Vertrag bei Zuschlag nicht annimmt.
Einige der erwähnten Risiken können und sollen jedoch durch eine Bietungsgarantie nicht abgedeckt werden. Erst nach Erlöschen der Bietungsgarantie wird sich erweisen, ob der Auftragnehmer überhaupt in der Lage ist, ein komplexes und zeitaufwendiges Projekt auftragsgemäß zu realisieren. Zu bezweifeln ist, ob mit einem Bietungsaval die allgemeine Bonität oder Solvenz eines Bieters nachgewiesen werden kann. Wird er noch während der Projektphase insolvent, so ist dieses Risiko durch die Bietungsgarantie in der Regel nicht abgedeckt. Diesen Zweck erfüllt eine Vertragserfüllungsbürgschaft.

## Rechtsfragen
Die Bietungsgarantie/-Bürgschaft ist eine Unterform der Garantie bzw. der Bürgschaft. Letztere ist in § 765 ff. BGB geregelt, was auf die Bietungsbürgschaft anzuwenden ist. Die Garantie ersetzt die Bürgschaft im internationalen Kreditverkehr, ist jedoch im BGB nicht geregelt, aber zulässig nach den §§ 311 Abs. 1 BGB, § 241 Abs. 1 BGB. Die BGB-Bestimmungen über die Bürgschaft können bei der Garantie nicht analog angewandt werden; es gilt vielmehr analog das übrige Schuldrecht. Der Garant verpflichtet sich einseitig im formfreien Garantievertrag, entweder für einen künftigen Schaden/Verlust ohne Rücksicht auf Verschulden einzustehen oder die Haftung für einen bestimmten wirtschaftlichen Erfolg zu übernehmen. Anders als bei der Bürgschaft handelt es sich um eine abstrakte Haftung, die selbständig neben der Hauptschuld übernommen wird, selbst wenn letztere aus Rechtsgründen nicht (mehr) besteht. Der Garant hat im Falle der Gewährleistung den Gläubiger so zu stellen, als ob der Schaden nicht entstanden oder der garantierte Erfolg eingetreten wäre. Der Unterschied zwischen beiden liegt darin, dass die Bietungsgarantie verschuldensunabhängig und eine Bietungsbürgschaft vom Verschulden des Schuldners abhängig ist.
Der Garant muss sich in der Gestaltung seiner Garantieurkunde zuweilen an den Vorgaben des Auftraggebers orientieren. Dies ist häufig bei der Bietungsgarantie der Fall, weil die ausschreibende Stelle in ihren Ausschreibungsbedingungen Detailangaben zu der vom Bieter in Auftrag zu gebenden Garantie macht. Eine Klausel kann vorsehen, dass sich die Bietungsgarantie nach Zuschlag automatisch in eine Vertragserfüllungsgarantie/Erfüllungsbürgschaft zugunsten der ausschreibenden Stelle umwandelt.

## Rechtsfolgen
Der Garantiefall tritt bei  ein, wenn der Auftragnehmer zwar den Zuschlag erhalten hat, er jedoch den Vertrag nicht oder nicht fristgemäß unterzeichnet hat, nach Vertragsunterzeichnung eine Vertragsstrafe verschuldet und/oder er versäumt hat, für die fristgemäße Stellung der Erfüllungs- oder Gewährleistungsbürgschaft Sorge zu tragen. Die hieraus resultierenden Schadensersatzansprüche des Auftraggebers werden letztlich durch die Bietungsgarantie abgesichert. Der Auftraggeber darf den Bürgschaftsbetrag stets nur anfordern, wenn die gesicherte Hauptverbindlichkeit besteht und der von den Vertragsparteien vereinbarte oder vorausgesetzte Sicherungsfall eingetreten ist. Dann muss der Auftraggeber lediglich das behaupten, was Zahlungsbedingung der Garantie war (sog. formeller Bürgschaftsfall). Ferner muss der Gläubiger – außer bei einer Garantie auf erste Anforderung – die Schlüssigkeit der Hauptforderung beweisen (sog. materieller Bürgschaftsfall). Dabei hat er nachzuweisen, dass die durch Garantie gesicherte Forderung fällig ist. Liegen die Voraussetzungen vor, darf der Gläubiger das Kreditinstitut oder die Versicherung aus der gegebenen Bietungsgarantie auf Geldzahlung in Anspruch nehmen.
Dann ist das Kreditinstitut oder die Versicherung aus der Garantie verpflichtet, Zahlung zu leisten. Durch die Zahlung geht bei der Bürgschaft gemäß § 774 Abs. 1 BGB die Forderung des Gläubigers gegen den Hauptschuldner auf den Bürgen kraft Gesetzes über (Legalzession), bei der Garantie wird ein Aufwendungsersatzanspruch  aus § 670 BGB zugrunde gelegt.

## Beendigung
Die Laufzeit der Bietungsgarantie ist auf die Dauer des Ausschreibungsverfahrens begrenzt. Das Ausschreibungsverfahren oder die Versteigerung endet, wenn Ausschreibungsfrist abgelaufen ist und jemand aus dem Kreis der Bewerber den Zuschlag erhält. Zu diesem Zeitpunkt ist die ausschreibende Stelle verpflichtet, das Kreditinstitut oder die Versicherung aus ihrer Eventualhaftung durch Rückgabe des Originals der Bietungsgarantie zu entlassen.

## Abgrenzung
Die Bietungsgarantie darf nicht mit der Ausbietungsgarantie verwechselt werden, die bei der Zwangsversteigerung von Immobilien zum Zuge kommt.

## International
Im österreichischen Vergaberecht dient das Vadium als Sicherstellung für den Fall, dass der Bieter während der Zuschlagsfrist von seinem Angebot zurücktritt (1.11.1.1 der ÖNORM A 2050). Es durfte in der Regel 5 % des geschätzten Auftragswertes nicht überschreiten (§ 86 BVergG, seit August 2018 weggefallen). Hat der Auftraggeber ein Vadium verlangt, so ist bereits dem Angebot der Nachweis über dessen Erlegung beizulegen. Das Fehlen eines solchen Nachweises führt zwingend zum Ausscheiden aus dem Vergabeverfahren. In der Schweiz ist die Offertgarantie eine Unterform des Garantievertrages, der als „Vertrag zu Lasten eines Dritten“ (Art. 111 OR) eingeordnet wird.